# Elezioni europee del 2024 in Repubblica Ceca
Le elezioni europee del 2024 in Repubblica Ceca si sono tenute venerdì 7 e sabato 8 giugno per eleggere i 21 membri del Parlamento europeo spettanti alla Repubblica Ceca.

## Sistema elettorale
Per le elezioni europee, la legge elettorale ceca prevede l’applicazione, in un'unica circoscrizione nazionale, di un sistema elettorale a base proporzionale con liste semi-aperta ed una soglia di sbarramento al 5%.
Le preferenze sono in seguito tradotte in seggi secondo il metodo D'Hondt.
Tutte le persone che hanno la cittadinanza ceca ed una residenza principale in Repubblica Ceca, i cittadini cechi senza residenza in Repubblica Ceca (c.d. “cechi all'estero”) e altri cittadini dell'Unione (se la loro residenza principale è in Repubblica Ceca) hanno diritto di voto alle elezioni europee nel paese.
L’esercizio attivo del diritto è ammesso dai 18 anni in su, compresi coloro che compiono tale età entro due giorni prima delle elezioni, al più tardi. La registrazione al voto è attuata d’ufficio in base alla residenza.
L’esercizio del diritto di candidarsi è ammesso per tutte le persone che hanno diritto di voto e hanno raggiunto l'età di 21 anni, al più tardi, due giorni prima il giorno delle elezioni.
Non è ammesso il voto per posta, né il voto per procura o il voto elettronico. Non è disposto alcun obbligo di voto.

## Risultati
| Liste           | Liste | Partito Europeo    | Gruppo            | Voti      | %     | Seggi   |
| --------------- | --- | ------------------ | ----------------- | --------- | ----- | ------- |
|                 | ANO 2011 | ALDE               | PfE               | 776.158   | 26,14 | 7       |
|                 | SPOLU • Partito Democratico Civico (ODS) • Unione Cristiana e Democratica - Partito Popolare Cecoslovacco (KDU-ČSL) • TOP 09                                        | • PCRE • PPE • PPE | • ECR • PPE • PPE | 661.250   | 22,27 | 6 3 1 2 |
|                 | Přísaha a Motoristé (PaM) • Přísaha • Motoristé sobě (AUTO) | • –                | • PfE • PfE       | 304.623   | 10,26 | 2 1     |
|                 | Stačilo! (S!) • Partito Comunista di Boemia e Moravia (KSČM) • Democratici Uniti - Associazione degli Indipendenti (SD-SN) • Partito Nazionale Sociale Ceco (ČSNS). | • SE (obs) • –     | • NI • NI • –     | 283.935   | 9,56  | 2 1 –   |
|                 | Sindaci e Personalità per l’Europa (STAN) | –                  | PPE               | 258.431   | 8,70  | 2       |
|                 | Partito Pirata Ceco (CPS) | PPEU               | Verdi/ALE         | 184.091   | 6,20  | 1       |
|                 | Libertà e Democrazia Diretta - Movimento del Tricolore Cittadino (SPD-THO) • Libertà e Democrazia Diretta (SPD) • Movimento del Tricolore Cittadino (THO)           | • ID • –           | • ESN • –         | 170.172   | 5,73  | 1 –     |
|                 | Altri (<2,15%) | –                  | –                 | 330.229   | 11,14 | –       |
| Totale          | Totale | Totale             | Totale            | 2.968.889 | 100   | 21      |
| Voti non validi | Voti non validi | Voti non validi    | Voti non validi   | 22.793    | 0,76  |         |
| Votanti         | Votanti | Votanti            | Votanti           | 2.991.682 | 35,23 |         |
| Elettori        | Elettori | Elettori           | Elettori          | 8.490.901 |       |         |